# Илеза (посёлок)
Илеза — посёлок в Устьянском районе Архангельской области, административный центр муниципального образования «Илезское». Расположен при одноимённой железнодорожной станции Северной железной дороги.

## Географическое положение
Расположен в 40 км к востоку от райцентра посёлка Октябрьский на границе с Вологодской областью, железнодорожная станция Илеза на линии Вельск — Котлас, на берегу реки Илеза (бассейн Северной Двины).

## История
В переписных книгах Важского уезда конца XVII века упоминаются Илезская волость и Илезский погост, расположенный у реки Илеза в месте слияния её с рекой Кортюга, где они образуют реку Кокшеньгу, в 40 км южнее современного посёлка Илеза.
В книге Людмилы Викторовны Шаповаловой «Лесной посёлок Илеза», изданной в 2020 году, указано, что посёлок Илеза относился к Митинскому сельсовету с 1942 года.
В 1950 году Митинский сельсовет был разукрупнён, в результате чего от него отделился Мяткургский сельсовет, в который отошли несколько леспромхозов, включая железнодорожные станции Шурай, Илеза, Сулонда и Уфтюга.
В мае 1956 года посёлок был передан из Тарногского района Вологодской области в состав Устьянского района Архангельской области.
В июле 1956 года центр Мяткургского сельсовета был перенесён со станции Мяткурга на станцию Илеза Устьянского района.
В 1957 году Мяткургскую семилетнюю школу перевели на станцию Илеза и объединили с Илезской начальной школой. Так появилась Илезская семилетняя школа.
В 1957 году поблизости от Илезы было начато строительство ракетного полигона, однако позже из-за очень болотистой местности и для экономии средств было принято решение перенести полигон под Плесецк.
В июле 1962 года Мяткургский сельсовет был преобразован в Илезский сельсовет Устьянского района.
9 февраля 1963 года рабочие посёлки Илеза, Кизема, Кулой, Октябрьский, Солгинский и Усть-Шоноша переданы в административное подчинение Вельского промышленного района.
18 января 1965 посёлок Илеза вновь включён в состав Устьянского района.
С 1963 года по 2002 год посёлок Илеза имел статус посёлка городского типа, после — центр Илезского сельсовета, с 2006 года — центр сельского поселения муниципальное образование «Илезское».

## Население
| 1970 | 1979  | 1989  | 2002  | 2010  | 2012  |
| ---- | ----- | ----- | ----- | ----- | ----- |
| 3153 | ↘2658 | ↘2171 | ↘1487 | ↘1098 | ↗1299 |

## Радио
- 73,01 (Молчит) Радио России / Радио Поморье
- 101,7 (Молчит) Радио Маяк
- 102,9 Радио России / Радио Поморье